# Aeroportul Fria
Aeroportul Fria (IATA: FIG, ICAO: GUFA) este un aeroport din Regiunea Boké, Guineea ce deservește zona Fria⁠(d). A fost numit după zona deservită.
Situat la o altitudine de 152 m, aeroportul dispune de o singură pistă.